# Сороковка (Харьковская область)
Соро́ковка (укр. Сороківка) — село,
Ольховский сельский совет,
Харьковский район,
Харьковская область, Украина.
Население по переписи 2001 года составляет 457 (200/257 м/ж) человек.

## Географическое положение
Село Соро́ковка находится на берегу реки Роганка,
выше по течению на расстоянии в 1 км расположено село Верхняя Роганка,
ниже по течению примыкает посёлок Ольховка.
На востоке села есть микрорайон Сороковка-2, который ранее из-за ошибки картографов ошибочно считался отдельным населенным пунктом «Радгоспное».

## История
- 1821 — дата первого упоминания села[1].
- 1829 — в селе Сороковка была построена Успенская церковь[1].
- В 1920-х-1930-х годах Успенский храм был канонично православным и принадлежал Харьковской и Ахтырской епархии РПЦ[4]; священником в 1932 году был Столярский, Алексей Павлович, 1873 года рождения.[4]

## Достопримечательности
- Братская могила советских воинов. Похоронено 137 воинов.
- Братская могила советских воинов. Похоронено 4 воина.